# Cerotainia xanthoptera
Cerotainia xanthoptera är en tvåvingeart som först beskrevs av Christian Rudolph Wilhelm Wiedemann 1828.  Cerotainia xanthoptera ingår i släktet Cerotainia och familjen rovflugor. Inga underarter finns listade i Catalogue of Life.